# Scripta Mathematica
Scripta Mathematica （スクリプタ・マセマティカ）は、イェシーバー大学から発行されていた、数学の哲学、数学史、解説を扱う科学季刊誌。専門家が初学者に向けて発行した世界初の雑誌と言われる。

## 歴史
1932年イェシーバー大学のジェクシール・ギンズバーグの提案で創刊された。共同創設者として、デイヴィッド・ユージン・スミス、カッシウス・ジャクソン・カイザー 、レイモンド・クレア・アーチボルド、 ルイス・チャールズ・カルピンスキー、ジーノ・ロリア、ラオ・ジュネーヴェラ・シモンズがいる。
初号は1933年に発刊された。購読代は3ドルだった。同雑誌に寄稿された記事には、パーシー・ブリッジマンの集合論のパラドックスの物理学への影響の研究、ヘルマン・ワイルによるエミー・ネーターの死亡記事、1948年のマーティン・ガードナーのトランプマジックの記事などがある。

ギンズバーグは創刊号で次のように書いている。
 History of Mathematics presents the science in the state of becoming; by means of philosophy the crystalline structure of the finished product is revealed. These two aspects of the subjects are supplementary; one without the other loses the greater part of its value..
ギンズバーグはアドルフ・フレンケルやトマス・リトル・ヒース、女性数学者のシモンズやヴェラ・サンフォード（Vera Sanford）を編集に誘った。ギンズバーグの意向は後任者の Abe Gelbart（1913-1994）に引き継がれることはなく、1957年のギンズバーグの追悼号を境に表紙が変更され、数学の哲学と歴史から題目が変わり、解説と研究に焦点を当てた雑誌になった。1973年の号の後 Scripta Mathematica は出版を停止した。
雑誌はISSNの制度が始まる前に廃刊したが、ISSN 0036-9713が割り当てられている。